# Dennis Franz
Dennis Franz, egentligen Dennis Franz Schlachta, född 28 oktober 1944 i Maywood (en förstad till Chicago) i Illinois, är en amerikansk skådespelare.
Franz är mest känd för rollen som kriminalpolisen Andy Sipowicz i samtliga 12 säsonger av På spaning i New York (NYPB Blue), en roll för vilken han vann 4 stycken Primetime Emmy Award för bäste manlige skådesplare (samt ytterligare 4 nomineringar).

## Biografi
Dennis Franz far var tysk invandrare och båda föräldrarna arbetade på posten. Efter att ha avlagt bachelorexamen i drama på Southern Illinois University Carbondale blev han omedelbart inkallad till armén. Han tillbringade elva månader i Vietnam och efter sin återkomst led han ett tag av depression.
1972 gick han med i The Organic Theatre Company. Regissören Robert Altman upptäckte honom på en audition och övertalade honom att åka till Los Angeles, där han anslöt sig till Altmans företag. Han är gift med Joanie Zeck sedan 1982 och har tillsammans med henne uppfostrat hennes två döttrar.
Franz är mest förknippad med rollen som Andy Sipowicz i TV-serien På spaning i New York, skapad av Steven Bochco (även en av författarna och exekutiv producent) och David Milch (författare och exekutiv producent). Innan det medverkade han i en annan polisserie, Spanarna på Hill Street, skapad av Steven Bochco och Michael Kozoll.
Han hade även en roll som polis i Die Hard 2. Han har ofta spelat just polis. Franz har även varit med i fyra Brian De Palma-filmer.

## Filmografi (urval)
- 1978 – Oh, vilket bröllop!
- 1980 – I nattens mörker
- 1980 – Karl-Alfred
- 1983 – Psycho II}
- 1983 – Spanarna på Hill Street (TV-serie) (5 avsnitt)
- 1984 – T.J. Hooker (TV-serie) (1 avsnitt)
- 1985 – Hunter (TV-serie) (2 avsnitt)
- 1985 – Mördarens sista vittne (TV-film)
- 1985 – Runaway Train
- 1985 – Simon & Simon (TV-serie) (1 avsnitt)
- 1985–1987 – Spanarna på Hill Street (TV-serie) (44 avsnitt)
- 1985 – The A-Team (TV-serie) (1 avsnitt)
- 1989 – Matlock (TV-serie) (2 avsnitt)
- 1990 – Die Hard 2
- 1992 – Spelaren
- 1993–2005 – På spaning i New York (TV-serie) (261 avsnitt)
- 1994 – Simpsons (TV-serie) (röstroll, 1 avsnitt)
- 1996–1997 – Mighty Ducks (TV-serie) (röstroll, 17 avsnitt)
- 1998 – Änglarnas stad